# Osiris latitarsis
Osiris latitarsis är en biart som beskrevs av Heinrich Friese 1930. Osiris latitarsis ingår i släktet Osiris och familjen långtungebin. Inga underarter finns listade i Catalogue of Life.